# Rapšach
Rapšach (deutsch Rottenschachen) ist eine Gemeinde in Tschechien. Sie befindet sich zwölf Kilometer nordöstlich von České Velenice und gehört zum Okres Jindřichův Hradec. Sie hat etwa 580 Einwohner.

## Geographie

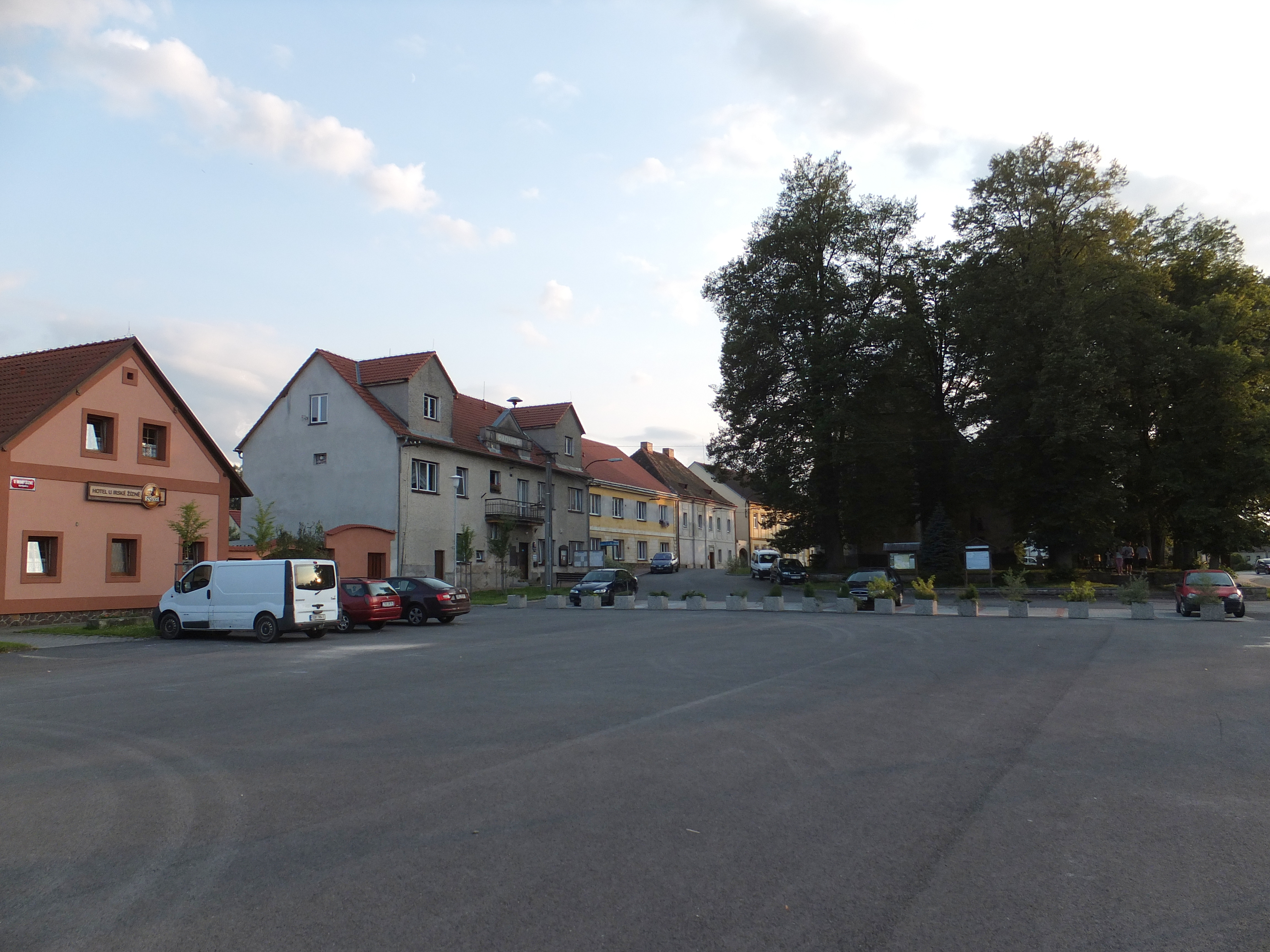
Dorfplatz

Rapšach befindet sich zwischen der Lainsitz und der Dračice (Reißbach) nahe der österreichischen Grenze in Südböhmen. Östlich an der Grenze erhebt sich der Spálený kopec (521 m).
Nachbarorte sind Františkov im Norden, Velký Londýn und Malý Londýn im Nordosten, Spáleniště im Südosten, Ochůzky und Halámky im Süden, Hrdlořezy im Westen sowie Suchdol nad Lužnicí, Tušť und Nová Ves u Klikova im Nordwesten.
Zwischen Malý Londýn und Finsternau besteht in den Wäldern der Wandergrenzübergang Rapšach-Spáleniště/Brand.

## Geschichte
Das Dorf wurde 1338 erstmals urkundlich erwähnt. Es war eine der Gründungen im Zuge der Besiedlung des Weitraer Gebiets im 14. Jahrhundert.
Nach dem Ersten Weltkrieg gehörte der niederösterreichische Ort im  Amtsbezirk Schrems zu dem Teil des Weitraer Gebiets, der im Vertrag von Saint-Germain 1920 der Tschechoslowakei zugesprochen wurde.
1930 lebten in dem Dorf 1792 Menschen. Nach dem Münchner Abkommen erhielt Rottenschachen von der Gemeinde Klikau den Ortsteil Franzensthal zugewiesen und wurde von 1939 bis 1945 in den deutschen Landkreis Gmünd eingegliedert. 1939 hatte Rottenschachen zusammen mit Franzensthal 1640 Einwohner. Nach dem Ende des Zweiten Weltkrieges kam das Dorf zur Tschechoslowakei zurück, wobei die mehrheitlich deutschsprachige Bevölkerung vertrieben wurde.
1953 erfolgte wegen des Baus des Eisernen Vorhangs eine endgültige Entsiedelungsaktion. Dabei wurde der Ort Kunšach ganz und Nová Ves u Klikova bis auf wenige Häuser dem Erdboden gleichgemacht. 1985 wurde Rapšach nach Suchdol nad Lužnicí eingemeindet. Seit 1989 bildet er wieder eine eigenständige Gemeinde.

## Gemeindegliederung
Die Gemeinde Rapšach besteht aus den Ortsteilen Nová Ves u Klikova (Kößlersdorf) und Rapšach (Rottenschachen), die zugleich auch Katastralbezirke bilden. Zu Rapšach gehören außerdem die Ansiedlungen Bosna, Malý Londýn (Klein London), Ochůzky, Paříž (Paris), Spáleniště (Abbrand), Tokániště, U Cihelny, U Dračice, U Kočvaráku und Velký Londýn (London) sowie die Wüstungen Blata (Mooshäuser) und  Kunšach (Gundschachen). Grundsiedlungseinheiten sind Nová Ves u Klikova, Rapšach, Spáleniště und Velký Londýn.

## Sehenswürdigkeiten
- Kirche St. Sigismund, der gotische Bau von 1450 erhielt 1890 durch den Anbau des Turmes und Portals seine heutige Gestalt
- barockes Pfarrhaus
- Kapelle in Malý Londýn

## Persönlichkeiten
- Robert Hein (1895–1981), österreichischer Lehrer und Politiker, Abgeordneter zum Landtag von Niederösterreich